# Andrés Flores
Andrés Alejandro Flores Mejía (San Salvador, El Salvador, 31 de agosto de 1990), más conocido como Andrés Flores, es un exfutbolista salvadoreño nacionalizado estadounidense, que jugaba en la posición de  delantero. Actualmente es el segundo entrenador del Portland Timbers 2 de la MLS Next Pro.

## Trayectoria
Sus inicios en el fútbol se remontan al año 1998 en la academia La Chelona de Jaime Rodríguez. Posteriormente fue parte de las categorías inferiores del club argentino River Plate (2006). En la Liga Mayor de Fútbol, inició su carrera en Isidro Metapán, para el Torneo Apertura 2009. Con este equipo logró dos títulos de campeón (Torneo Clausura 2010 y Torneo Apertura 2010).
En el mes de enero de 2012, tras permanecer en una gira de entrenamientos junto Lester Blanco y Edwin Sánchez para someterse a pruebas de equipos noruegos, daneses y suecos; logró firmar para el Viborg FF de la Primera División de Dinamarca por un año a préstamo. Terminado el período retornó nuevamente a El Salvador con el Isidro Metapán, y jugó la final del Apertura 2013, en la que anotó el único gol del encuentro que otorgó el título al conjunto metapaneco.

### Selección nacional
Con la selección nacional, participó en los combinados menores de 15 (2002-2004), 17 (2005-2006), 20 (2007-2010), y 23 años, especialmente en el preolímpico de Concacaf de 2012, en cuya fase final anotó tres goles. En la selección mayor debutó en el año 2008, ha participado en la Copa Centroamericana 2011, 2013 y 2014; y en la Copa de Oro de la Concacaf 2011, 2013 y 2015.
En la Clasificación de Concacaf para la Copa Mundial de Fútbol de 2014 jugó tres encuentros. Participó en la clasificación de Concacaf para la Copa Mundial de Fútbol de 2018 con 6 partidos jugados y ningún gol.

## Clubes como jugador profesional
Actualizado al último partido jugado el 14 de noviembre de 2021.
| Asociación Deportiva Isidro Metapán · El Salvador | 1.ª                 | 2009-10             | 24  | 3  | - | - | 5  | 0 | 29  | 3  |
| Asociación Deportiva Isidro Metapán · El Salvador | 1.ª                 | 2010-11             | 24  | 2  | - | - | 2  | 0 | 26  | 2  |
| Asociación Deportiva Isidro Metapán · El Salvador | 1.ª                 | 2011-12             | 17  | 3  | - | - | 8  | 0 | 25  | 3  |
| Asociación Deportiva Isidro Metapán · El Salvador | Total               | Total               | 65  | 8  | 0 | 0 | 15 | 0 | 80  | 8  |
| Viborg FF Dinamarca                               | 2.ª                 | 2012-13             | 1   | 0  | - | - | -  | - | 1   | 0  |
| Viborg FF Dinamarca                               | Total               | Total               | 1   | 0  | 0 | 0 | 0  | 0 | 1   | 0  |
| Asociación Deportiva Isidro Metapán · El Salvador | 1.ª                 | 2013-14             | 33  | 5  | - | - | 2  | 0 | 35  | 5  |
| Asociación Deportiva Isidro Metapán · El Salvador | Total               | Total               | 33  | 5  | 0 | 0 | 2  | 0 | 35  | 5  |
| New York Cosmos Estados Unidos                    | 2.ª                 | 2014                | 8   | 1  | - | - | -  | - | 8   | 1  |
| New York Cosmos Estados Unidos                    | 2.ª                 | 2015                | 20  | 3  | 2 | 0 | -  | - | 22  | 3  |
| New York Cosmos Estados Unidos                    | 2.ª                 | 2016                | 26  | 4  | 1 | 0 | -  | - | 27  | 4  |
| New York Cosmos Estados Unidos                    | 2.ª                 | 2017                | 29  | 2  | 1 | 0 | -  | - | 30  | 2  |
| New York Cosmos Estados Unidos                    | Total               | Total               | 83  | 10 | 4 | 0 | 0  | 0 | 87  | 10 |
| Portland Timbers Estados Unidos                   | 1.ª                 | 2018                | 27  | 1  | 1 | 0 | -  | - | 28  | 1  |
| Portland Timbers Estados Unidos                   | 1.ª                 | 2019                | 15  | 0  | 2 | 0 | -  | - | 17  | 0  |
| Portland Timbers Estados Unidos                   | Total               | Total               | 42  | 1  | 3 | 0 | 0  | 0 | 45  | 1  |
| Portland Timbers 2 Estados Unidos                 | 2.ª                 | 2019                | 1   | 0  | - | - | -  | - | 1   | 0  |
| Portland Timbers 2 Estados Unidos                 | Total               | Total               | 1   | 0  | 0 | 0 | 0  | 0 | 1   | 0  |
| Portland Timbers Estados Unidos                   | 1.ª                 | 2020                | 4   | 1  | - | - | -  | - | 4   | 1  |
| Portland Timbers Estados Unidos                   | Total               | Total               | 4   | 1  | 0 | 0 | 0  | 0 | 4   | 1  |
| RGV FC Toros Estados Unidos                       | 2.ª                 | 2021                | 14  | 0  | - | - | -  | - | 14  | 0  |
| RGV FC Toros Estados Unidos                       | Total               | Total               | 14  | 0  | 0 | 0 | 0  | 0 | 14  | 0  |
| Total en su carrera                               | Total en su carrera | Total en su carrera | 243 | 25 | 7 | 0 | 17 | 0 | 267 | 25 |
| (2) No incluye goles en partidos amistosos.       |                     |                     |     |    |   |   |    |   |     |    |

Reservas
| Club                      | País        | Año         |
| ------------------------- | ----------- | ----------- |
| Academia La Chelona       | El Salvador | 1998 - 2005 |
| Club Atlético River Plate | Argentina   | 2006 - 2008 |

### Selección nacional
| Selección                                  | Año                 | Partidos | Goles |
| ------------------------------------------ | ------------------- | -------- | ----- |
| El Salvador Sub-21                         |                     |          |       |
| 2010                                       | 2                   | 0        |       |
| El Salvador Sub-23                         |                     |          |       |
| 2011                                       | 1                   | 0        |       |
| 2012                                       | 4                   | 3        |       |
| Total en su carrera                        | Total en su carrera | 7        | 3     |
| El Salvador                                |                     |          |       |
| 2008                                       | 1                   | 0        |       |
| 2009                                       | 0                   | 0        |       |
| 2010                                       | 4                   | 0        |       |
| 2011                                       | 16                  | 0        |       |
| 2012                                       | 1                   | 0        |       |
| 2013                                       | 7                   | 0        |       |
| 2014                                       | 8                   | 0        |       |
| 2015                                       | 9                   | 0        |       |
| 2016                                       | 6                   | 0        |       |
| 2017                                       | 7                   | 0        |       |
| 2018                                       | 2                   | 0        |       |
| 2019                                       | 4                   | 0        |       |
| 2020                                       | 1                   | 0        |       |
| 2021                                       | 2                   | 0        |       |
| Total en su carrera                        | Total en su carrera | 68       | 0     |
| Estadísticas hasta el 29 de marzo de 2021. |                     |          |       |

## Palmarés
| Título                            | Club            | País           | Año  |
| --------------------------------- | --------------- | -------------- | ---- |
| Torneo Clausura                   | Isidro Metapán  | El Salvador    | 2010 |
| Torneo Apertura                   | Isidro Metapán  | El Salvador    | 2010 |
| Torneo Apertura                   | Isidro Metapán  | El Salvador    | 2013 |
| Soccer Bowl                       | New York Cosmos | Estados Unidos | 2015 |
| North American Supporters' Trophy | New York Cosmos | Estados Unidos | 2015 |
| Campeonato de Primavera           | New York Cosmos | Estados Unidos | 2015 |
| Soccer Bowl                       | New York Cosmos | Estados Unidos | 2016 |
| North American Supporters' Trophy | New York Cosmos | Estados Unidos | 2016 |
| Campeonato de Otoño               | New York Cosmos | Estados Unidos | 2016 |